# Tina Bachmann
Tina Bachmann (Mülheim an der Ruhr, 1 de agosto de 1978) es una exjugadora alemana de hockey sobre césped.

## Trayectoria
Bachmann tuvo su debut olímpico en  Atenas 2004. En el torneo venció a China en semifinales, a Países Bajos en la final y obtuvo la primera medalla de oro para su selección.